# Кам'яниця Коритовського
Кам'яниця Коритовського — будинок № 29 площі Ринок у Львові.

## Історія
Ділянка, на якій стоїть будинок, склалася з двох ділянок. Одну з них займала кам'яниця патриціїв Кампіанів, Шарфенберґів (Острогурських), Ґроссваєрів, другу — будинок Станіслава Дибовицького (Дибовича), надвірного лікаря короля Сигізмунда III Вази. З 1765 року обидві ділянки належали комендантові Львова Феліц'янові Коритовському. Він купив землю, але на будівництво нової оселі не мав грошей. Прибутки коменданта Львова в зубожілій на той час Польщі були дуже малими.
1768 р. на Правобережжі спалахнув могутній народний рух — Коліївщина. Повстання було жорстоко придушене, 400 полонених гайдамаків прислали на страту до Львова. Страту повинен був провести останній польський королівський комендант львівського гарнізону, полковник Феліц'ян Коритовський, який розсудив, що стратити 400 людей завжди можна встигнути, адже 400 міцних чоловіків — це безплатна робоча сила, нехай працюють. І засуджені до страти звели чудовий будинок. Закінчений він був 1770 року. Після цього гайдамаків стратили: частину — у Львові, на горі Страт, а частину — по містечках Галичини, після жорстоких катувань. Цікаво, що 1769 року Ф. Коритовський очолив оборону міста від барських конфедератів, проти яких боролися за рік перед тим гайдамаки.
У 1803 року будинок став власністю швейцарця Доменіко Андреоллі. У 1825 році він відкрив у наскрізному проході одну з перших цукерень у Львові. У 1850 році тут, у крамниці А. Федоровського продавалися поштові марки, оскільки поштових відділень у місті ще не було. А поштові марки тоді були новинкою.
Будинок має прохід з Ринку на вулицю Театральну — пасаж. Тому і вживалася назва «Пасаж Андреоллі». Мабуть, він виник на місці проїзду між кам'яницями Дибовичівською і Цетнерівською (нині вул. Театральна, 10), який існував ще у 1718 році.

## Архітектура
Житловий будинок, збудований у 1768 році на місці двох старих кам'яниць.
Цегляний, прямокутний а плані, чотириповерховий. Розчленований рустованими лопатками фасад завершений трикутним фронтоном, який прикрашений ліпленням.
Одна з небагатьох будівель на площі в стилі ампір..

## Зауваги
1. ↑  автор біограму Станіслава Дибовицького вказав, що Станіслав Дибович (Дибовецький) був власником кам'яниці Гепнерівської (№ 28)